# Frederick Taylor (Historiker)
Frederick Taylor (* 28. Dezember 1947 in Aylesbury, Buckinghamshire, England) ist ein britischer Schriftsteller, Journalist und  Historiker.

## Leben
Frederick Taylor studierte Neue Geschichte und Germanistik an der Oxford University und forschte nach seinem Studium an der Sussex University, wo er sich für seine Doktorarbeit mit dem Aufstieg der rechtsextremen Parteien in Deutschland vor dem Ersten Weltkrieg beschäftigte. Er erhielt ein Stipendium der Volkswagen-Stiftung und konnte so die Forschungen für seine Arbeit in der Bundesrepublik als auch der DDR durchführen.
Taylor übersetzte 1982 die Tagebücher von Joseph Goebbels aus den Jahren 1939 bis 1941 ins Englische. Danach veröffentlichte er einige Romane. Später schrieb er historische Sachbücher. Sein 2004 veröffentlichtes Buch Dresden. Tuesday, 13 February, 1945, das im selben Jahr auch auf Deutsch erschien, behandelt die Luftangriffe auf Dresden, besonders den Anteil der Royal Air Force daran. Das Buch wurde in Deutschland und Großbritannien kontrovers diskutiert.
2006 veröffentlichte Taylor das Buch The Berlin Wall, das 2009 auch auf Deutsch erschien. In seinem Buch Exorcising Hitler (2011) befasst sich Taylor mit der Besetzung und Entnazifizierung Deutschlands von 1944 bis 1946, das laut Klaus-Dietmar Henke in seiner Rezension des Buches in der FAZ in der deutschen Historikerzunft ziemlich umstritten war.
Taylor ist Mitglied der Royal Historical Society Großbritanniens. Er lebt mit seiner Frau, der Schriftstellerin Alice Kavounas, in Cornwall.

## Werke (Auswahl)
- Dresden. Tuesday, 13 February, 1945. London 2004. Auf Deutsch als:
  - Dresden, 13. Februar 1945. Militärische Logik oder blanker Terror?  Bertelsmann, München 2014, ISBN 978-3-570-00625-2.
- Strategische Bedeutung des alliierten Bombenkrieges. Der Umgang mit dem Verhängnis. In: Lothar Fritze, Thomas Widera (Hrsg.): Alliierter Bombenkrieg. V & R unipress, Göttingen 2005.
- The Berlin Wall (2006; dt. Die Mauer, 2009, ISBN 978-3-570-55114-1)
- Exorcising Hitler: The Occupation and Denazification of Germany. London 2011. Auf Deutsch als:
  - Zwischen Krieg und Frieden. Berlin  2011, ISBN 978-3-8270-1011-7. Rezension von Klaus-Dietmar Henke.[2]
- The Downfall of Money. Germany’s Hyperinflation and the Destruction of the Middle Class – A Cautionary History. Bloomsbury Publishing, London, England 2013.
  - deutsch: Der Untergang des Geldes in der Weimarer Republik und die Geburt eines deutschen Traumas. Siedler, Berlin 2013, ISBN 978-3-8275-0011-3.[3]
- 1939: The War Nobody Wanted. A People’s history. Picador.
  - deutsch: Der Krieg, den keiner wollte. Briten und Deutsche: Eine andere Geschichte des Jahres 1939. Aus dem Englischen von Helmut Dierlamm, Heide Lutosch. Siedler, Berlin 2019, ISBN 978-3-8275-0113-4.